# Mistrovství světa v zápasu ve volném stylu 2001
Mistrovství světa v zápasu ve volném stylu 2001 se uskutečnilo v Sofii (Bulharsko).

## Výsledky:

### Volný styl muži
| Kategorie | Zlato                 | Stříbro                   | Bronz             |
| --------- | --------------------- | ------------------------- | ----------------- |
| 54 kg     | German Kontojev       | Babak Nourzad             | Alexandr Kontojev |
| 58 kg     | Givi Sisauri          | Oyuunbilegiin Pürevbaatar | Davit Pogosijani  |
| 63 kg     | Serafim Barzakov      | Alírezá Dábir             | Elbrus Tedejev    |
| 69 kg     | Nicolae Pâslaru       | Amir Tavakkolian          | Čang Če-song      |
| 76 kg     | Buvajsar Sajtijev     | Mun Ui-če                 | Joe Williams      |
| 85 kg     | Chadžimurad Magomedov | Brandon Eggum             | Yoel Romero       |
| 97 kg     | Giorgi Gogšelidze     | Krasimir Kočev            | Vadim Tasojev     |
| 130 kg    | David Musulbes        | Artur Tajmazov            | Alexis Rodríguez  |

### Volný styl ženy
| Kategorie | Zlato               | Stříbro             | Bronz              |
| --------- | ------------------- | ------------------- | ------------------ |
| 46 kg     | Iryna Melniková     | Carol Huynh         | Brigitte Wagner    |
| 51 kg     | Hitomi Sakamotová   | Stephanie Murata    | Kao Jen-č’         |
| 56 kg     | Seiko Jamamoto      | Ljubov Volosovová   | Tetjana Lazarevová |
| 62 kg     | Meng Li-li          | Diletta Giampiccolo | Lene Aanes         |
| 68 kg     | Christine Nordhagen | Toccara Montgomery  | Anita Schätzle     |
| 75 kg     | Edyta Witkowska     | Ma Paj-ling         | Nina Englich       |

## Týmové hodnocení
| Pořadí | Muži volný styl | Muži volný styl | Ženy volný styl | Ženy volný styl |
| Pořadí | Tým             | Body            | Tým             | Body            |
| ------ | --------------- | --------------- | --------------- | --------------- |
| 1      | Rusko           | 51              | Čína            | 36              |
| 2      | Bulharsko       | 46              | Japonsko        | 33              |
| 3      | Írán            | 37              | Ukrajina        | 33              |
| 4      | Gruzie          | 31              | Německo         | 31              |
| 5      | USA             | 28              | Kanada          | 30              |
| 6      | Turecko         | 27              | Rusko           | 25              |
| 7      | Kuba            | 25              | USA             | 24              |
| 8      | Ukrajina        | 23              | Polsko          | 17              |
| 9      | Uzbekistán      | 21              | Francie         | 14              |
| 10     | Jižní Korea     | 19              | Bělorusko       | 13              |